# Adriana Prado
Adriana Semíramis Prado (Brasília, 19 de dezembro de 1969), é uma atriz brasileira.

## Carreira
Em 1993, Adriana formou-se em Relações Internacionais pela Universidade de Brasília (UnB) e, logo após, ela especializou-se em Ciência e Tecnologia no Itamaraty.
Após 10 anos dedicando-se a carreira nas relações internacionais decide estudar artes cênicas e dedicar-se como uma atriz profissional.
De volta ao Brasil, em São Paulo, ingressa na televisão, onde apresenta o programa político GDF em Ação, em 2003. Depois de fazer parte do elenco do Programa Educativo, do Ministério da Educação, em 2005, estreia na teledramaturgia, em 2006, na novela Floribella, na TV Bandeirantes  Fez uma participação especial em 10 capítulos na novela Ribeirão do Tempo na Rede Record. Depois de passar pela Band e SBT, fica conhecida ao integrar o elenco da novela Passione, de Silvio de Abreu, na Rede Globo, em 2010. Em 2014, é escalada para a novela Alto Astral de Daniel Ortiz na Rede Globo, onde interpretou a super mãe e misteriosa Suzana.

## Vida Pessoal
Entre 1990 e 2005, foi casada com empresário francês-croata Milko Bulc, com quem teve uma filha: a Valentina Prado Bulc, nascida em 07 de novembro de 1999. Foi casada com diretor Sacha Celeste entre 2008 e 2016.

## Filmografia

### Televisão
| Ano     | Título                         | Personagem                        | Notas                               |
| ------- | ------------------------------ | --------------------------------- | ----------------------------------- |
| 2003–05 | GDF em Ação                    | Apresentadora                     |                                     |
| 2005    | Programa Educativo             | Apresentadora                     |                                     |
| 2006    | Floribella                     | Joana                             | Episódios: "20–26 de junho"         |
| 2006    | Paixões Proibidas              | Celine                            |                                     |
| 2007    | Amigas e Rivais                | Julieta Carneiro Mendonça         |                                     |
| 2009    | A Lei e o Crime                | Josefa                            |                                     |
| 2010    | Ribeirão do Tempo              | Heleninha                         | Episódios: "4 de junho–5 de julho"  |
| 2010    | Passione                       | Laura Melo Peixoto                |                                     |
| 2012    | Aquele Beijo                   | Capitã Antônia                    | Episódio: "13 de abril"             |
| 2012    | Cheias de Charme               | Falsa médica                      | Episódios: "11–12 de setembro"      |
| 2013    | A Grande Família               | Tina                              | Episódio: "Assassinato em Curicica" |
| 2013–15 | Gaby Estrella                  | Patrícia Estrella                 |                                     |
| 2014    | Alto Astral                    | Suzana Santana Peixoto            |                                     |
| 2014    | Conselho Tutelar               | Zilda                             | Episódio: "4"                       |
| 2016    | Malhação: Pro Dia Nascer Feliz | Virginia Monteiro Carvalho        | Episódios: "8–14 de fevereiro"      |
| 2016    | Haja Coração                   | Isabel                            |                                     |
| 2017    | Apocalipse                     | Hanna Koheg Gudman                |                                     |
| 2018    | O Tempo Não Para               | Julia Amaralina                   | Episódios: "7–13 de agosto"         |
| 2019    | Malhação: Toda Forma de Amar   | Bia                               | Episódio: "8 de julho"              |
| 2019    | Topíssima                      | Flavia Ferraz                     | Episódio: "8 de dezembro"           |
| 2021    | Gênesis                        | Quetura                           | Fase: Jornada de Abraão             |
| 2021    | A Bíblia                       | Quetura                           | Capítulos 20–24                     |
| 2023    | Reis                           | Mical, Rainha de Israel e de Judá | Temporada: A Consequência           |
| 2024    | A Rainha da Pérsia             | Varda                             |                                     |

Cinema
| Ano  | Título                            | Personagem        | Notas          |
| ---- | --------------------------------- | ----------------- | -------------- |
| 2018 | Gaby Estrella                     | Patrícia Estrella |                |
| 2019 | A Quarta Parede                   | Brenda            |                |
| 2022 | Jantar em Família                 | —                 | Curta-metragem |
| 2024 | Mallandro, o Errado Que Deu Certo | Cássia            |                |

## Teatro
- 2010 - Raul Fora da Lei, direção de Roberto Bomtempo.